# Brian Johnson
Brian Francis Johnson (Gateshead, 5 de outubro de 1947) é um cantor e compositor britânico. Desde 1980 ele é o vocalista da banda de hard rock australiana AC/DC. Em 2016, foi afastado da banda por problemas auditivos, retornando em 2018.  Em 1971, Brian Johnson tornou-se um dos membros fundadores da banda de glam rock, Geordie. Depois de alguns singles que se tornaram hits, chegando ao Top 10 no Reino Unido com a música, "All Because Of You" (1973), a banda terminou em 1978 e depois foi reestruturada por Brian em 1980. Mas assim que assinaram um novo contrato com uma gravadora, Brian Johnson foi convidado para o ensaio do AC/DC, cujo vocalista, Bon Scott, havia falecido em 19 de fevereiro de 1980.
O primeiro álbum de Brian com o AC/DC foi Back in Black. Em 1997, Brian gravou com a banda Jackyl a música "Locked and Loaded", e em 2002 escreveu a música "Kill The Sunshine" do álbum Relentless.

## Carreira musical
Brian entrou na banda AC/DC substituindo o vocalista Bon Scott, após a sua morte. Um fã de 14 anos enviou uma carta ao AC/DC, falando do vocalista Brian Johnson da banda Geordie. Malcolm Young se lembrou de show ao qual tinha ido com o próprio Bon Scott, e dos dois terem comentado que grande vocalista Brian era. Então a banda chamou-o para uma audição, permanecendo vocalista da banda até a atualidade.[carece de fontes?]

## Juventude
Brian Johnson, nasceu em Dunston, na Inglaterra, em 1947 e assumiu os vocais do AC/DC em 1980, quando Bon Scott morreu. Ele é descendente de escoceses e italianos, é o mais velho dos quatro irmãos.[carece de fontes?]

## Início da carreira
A primeira banda de Brian foi o Goby Desert Canoe Club. Ele também estava em uma banda chamada Fresh. A partir de 1970, Brian tocou com a banda The Jasper Hart Band, tocando músicas do musical Hair, músicas de soft rock e música pop daquela época. 
Ele e os outros membros da banda formaram a banda Geordie. Com o primeiro e único single solo, "I Can't Forget You Now" foi lançado pelo Geordie, em janeiro de 1976 no Red Bus. Em 1982, uma compilação de 1973 - 1976, incluindo 10 músicas do Geordie foi divulgado como álbum solo de Brian Johnson, intitulado Strange Man pela MCA. O CD americano de 1989, Keep On Rocking, com as doze músicas mais conhecidas da banda foi lançado como o nome "Brian Johnson & Geordie". Em 1991 foi lançado um CD na Austrália, chamado Rockin With The Boys uma compilação com canções de 1972 - 1976.[carece de fontes?]

## AC/DC
Após a morte do vocalista Bon Scott, em 19 de fevereiro de 1980, Brian Johnson assume os vocais do AC/DC (Angus Young, Malcolm Young, Cliff Williams e Phil Rudd) estreando com a banda em maio de 1980. Na audição do AC/DC, Brian cantou as canções "Whole Lotta Rosie" (AC/DC) e "Nutbush City Limits" (Ike & Tina Turner). Alguns dias depois, a banda anunciou que Brian seria o novo vocalista do AC/DC. Após alguns shows, a banda grava, nas ilhas Bahamas, o álbum Back in Black, considerado um dos melhores álbuns de todos os tempos. O disco se transforma num grande sucesso comercial, vendendo mais de 51 milhões de cópias perdendo apenas para Thriller, do cantor estadunidense Michael Jackson que vendeu mais de 108 milhões de cópias atualmente. Em 1981, foi lançado For Those About to Rock We Salute You foi também um álbum bem sucedido e tornou-se o primeiro álbum de hard rock a atingir o 1º lugar nos Estados Unidos,e aos poucos foi superando Back in Black. Ao longo da década de 80, Brian co-escreveu todas as músicas do AC/DC junto com Angus Young e Malcolm Young, até que questões pessoais o ausentaram durante a elaboração do álbum The Razor's Edge em 1990. Desde então, os irmãos Young tem escrito todo o material do AC/DC. Em 2008, eles lançaram seu novo álbum (o décimo, com Brian), Black Ice.[carece de fontes?]
Brian Johnson frequentemente usa boné no palco e fora dele. Originalmente, ele usa uma boina, que é considerada como um símbolo de sua conurbação nativa, Tyneside. Seu irmão sugeriu para que Brian usasse a boina no palco para evitar que o suor caísse de seu grosso cabelo encaracolado em seus olhos enquanto cantava.[carece de fontes?]

## Afastamento temporário e retorno ao AC/DC
Brian Johnson foi afastado temporariamente do AC/DC após laudos médicos comprovarem que ele poderia perder totalmente a audição se prosseguisse com as turnês. Brian Já sofria com problemas auditivos desde seu transtorno com um carro de corrida. O cantor emitiu uma nota aos seus fãs, dizendo que não está se aposentando. [carece de fontes?]
| “ | Assim como muitos fãs do AC/DC sabem, os shows remanescentes de 2016 da turnê mundial Rock or Bust, incluindo as 10 datas reagendadas nos EUA, vão contar com um vocalista convidado. Eu, pessoalmente quero explicar o motivo pelo qual os comunicados [do AC/DC] anteriores não representaram suficientemente o que eu quero falar para os nossos fãs e também da maneira que deveriam ter sido apresentados. No dia 7 de março, após uma bateria de exames feita por médicos da área auditiva. Fui avisado que se eu continuasse me apresentando em grandes locais, eu estaria correndo o risco de ficar completamente surdo. Apesar de eu ficar abalado com o peso real da notícia naquele dia, já por algum tempo eu estava ciente de que a perda parcial de audição estava começando a interferir no meu desempenho no palco. Eu estava com dificuldade em ouvir as guitarras no palco e por causa disso eu não conseguia ouvir os outros músicos de forma clara, eu temia que a qualidade da minha apresentação pudesse ficar comprometida. Com toda a honestidade, isso era algo que em sã consciência eu não poderia permitir. Os nossos fãs merecem que minha apresentação seja a de mais alto nível, e se por algum motivo eu não conseguir expressar este nível de desempenho, eu não quero desapontar os nossos fãs ou embaraçar os outros membros do AC/DC. Eu não sou um desistente, e eu gosto de terminar o que eu comecei, contudo, os médicos deixaram claro para mim e para os meus companheiros de banda que eu não tinha alternativa que não a de parar de me apresentar nos palcos para os próximos shows e possivelmente os do futuro. Esse foi o pior dia da minha vida profissional. Desde então, eu fiz várias consultas com meus médicos e parece que, no curto prazo, eu não poderei me apresentar nos palcos de arenas e lugares que tenham tamanho de um estádio onde os níveis de som ficam além do meu nível de tolerância, sem correr o risco de perda substancial da audição e a possibilidade de surdez total. Até então, eu tentei ao máximo que pude continuar apesar da dor e da perda da audição, mas agora tudo ficou mais arriscado. Pessoalmente fiquei devastado com essa realidade mais do que qualquer um pode imaginar. A experiência emocional que sinto agora é pior do que qualquer outra coisa que já vivenciei na minha vida antes. Fazer parte do AC/DC, gravar e tocar para milhões de fãs devotados nesses 36 anos têm sido parte do trabalho da minha vida. E não consigo me imaginar continuar sem fazer parte disso tudo, mas no momento eu não tenho escolha. A única certeza é que eu estarei com o AC/DC em todos os shows em espírito, se não em pessoa. E mais importante, eu me sinto muito mal em desapontar os fãs que compraram os ingressos para os shows reagendados e àqueles que apoiaram o AC/DC e eu durante muitos anos. Palavras não podem expressar minha profunda gratidão e agradecimento, não apenas pelas recentes mensagens de apoio e desejo de melhores, mas também pelo leal apoio ao AC/DC por tantos anos. Meus agradecimentos vão também ao Angus e Cliff pelo apoio deles. Concluindo, eu gostaria de assegurar aos fãs que não estou me aposentando. Meus médicos me disseram que eu posso continuar gravando em estúdio e eu pretendo fazer isso. No momento, toda minha energia está focada em continuar com os tratamentos médico para melhorar minha audição. Eu espero que logo que minha audição melhorar e que for possível, eu estarei retornando às apresentações ao vivo. Enquanto o resultado é incerto, minha atitude é otimista. De resto, só o tempo dirá. De novo, meus sinceros agradecimentos à todos pelo apoio e compreensão. | ” |

Brian retornou ao AC/DC em 2018, com a confirmação de sua volta em 2020, o cantor alegou estar usando um aparelho auditivo protótipo que o possibilitaria voltar aos palcos.[carece de fontes?]

## Desportos
Quando não esta no palco, Brian adora jogar golfe e é considerado um dos melhores rockstars golfistas do mundo, junto de Alice Cooper, Nicko McBrain e Dave Murray. Como a maioria dos ingleses, Brian adora futebol e tem como clube de coração o Newcastle United e não faz questão de esconder sua paixão pelo alvi-negro inglês, chegando a se apresentar em alguns shows com a camisa do time.[carece de fontes?]

## Outras atividades
Um entusiasta piloto de carro, Brian Johnson atualmente participa de corrida de carros antigos em todo os Estados Unidos, com carros como Royale RP-4 e um Pilbeam MP84.[carece de fontes?]
Em Julho de 2009 Brian apareceu como a "Estrela" no quadro "Reasonably Priced Car" do programa de televisão da BBC, Top Gear. Seu tempo foi de 1:45.9 empatando com Simon Cowell e Kevin McCloud na segunda posição com um Chevrolet Lacetti, apenas 0.1 segundo atrás de Jay Kay.
Também fez uma aparição em um filme de 2005, Goal!, onde aparece como um fã do Newcastle United em um bar da Califórnia, assistindo a um jogo do Newcastle.[carece de fontes?]
No jogo Call of Duty: Finest Hour, ele faz a voz do Sargento das forças britânicas, Starkey.

## Discografia solo
- Strange Man - (1982)

## Vida pessoal
Brian casou pela primeira vez com Carol, em 1968. Eles se divorciaram durante a gravação do álbum The Razor's Edge. Eles têm duas filhas, Joanne e Kala. Brian agora está casado com Brenda. Atualmente reside em Sarasota, na Flórida.[carece de fontes?]